# Lipophrys
Genre
Lipophrys est un genre de poissons marins de la famille des Blenniidae.

## Liste d'espèces
| Selon ITIS (3 avril 2015) : - Lipophrys adriaticus (Steindachner & Kolombatovic, 1883) - Lipophrys bauchotae Wirtz & Bath, 1982 - Lipophrys caboverdensis Wirtz & Bath, 1989 - Lipophrys canevae (Vinciguerra, 1880) - Lipophrys dalmatinus (Steindachner & Kolombatovic, 1883) - Lipophrys heuvelmansi Charousset, 1986 - Lipophrys nigriceps (Vinciguerra, 1883) - Lipophrys pholis (Linnaeus, 1758) - mordocet - Lipophrys velifer (Norman, 1935) | Selon World Register of Marine Species (3 avril 2015) : - Lipophrys canevae (Vinciguerra, 1880) - Lipophrys pholis (Linnaeus, 1758) - Lipophrys trigloides (Valenciennes, 1836) - Lipophrys velifer (Norman, 1935) |

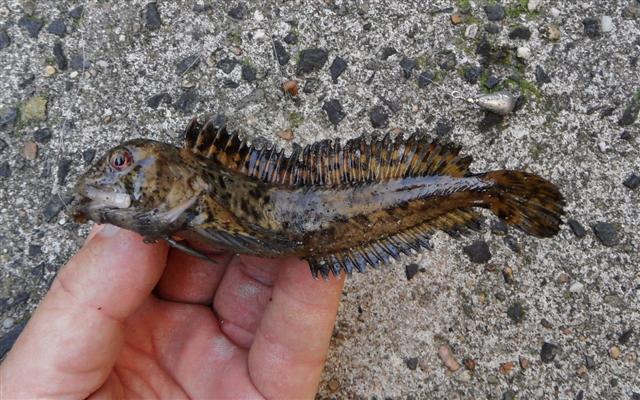
Lipophrys pholis
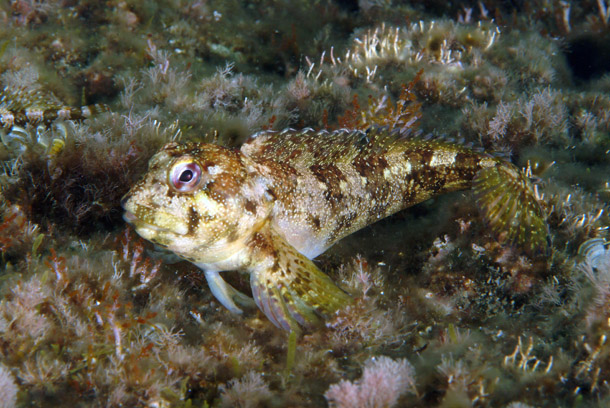
Lipophrys trigloides
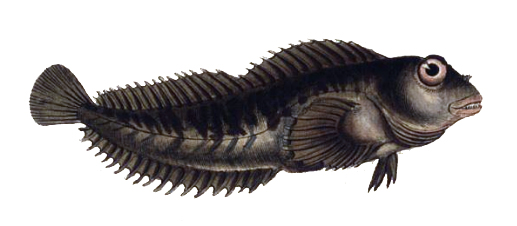
Dessin de Lipophrys pholis